# Palladium(II)acetylacetonaat
Palladium(II)acetylacetonaat is een coördinatieverbinding van palladium en acetylaceton, met als brutoformule Pd(C5H7O2)2. Het complex wordt als katalysator aangewend in organische syntheses. Het is commercieel verkrijgbaar.